# 굿모닝 미드나이트
《굿모닝 미드나이트》(영어: Good Morning, Midnight)는  릴리 브룩스돌턴의 데뷔 소설이다. 영어판은 2016년에 랜덤하우스에서 출판되었으며, 한국어 번역본은 시공사에서 출판했다.
셀프 어웨어니스와 시카고 리뷰 오브 북스가 선정한 2016년 올해의 책이다.
2020년 《미드나이트 스카이》로 영화화되었으며 조지 클루니가 감독과 주연을 맡았다.

## 줄거리
'《굿모닝 미드나이트》 의 내레이션은 북극권에 있는 연구소인 바보 천문대에서 살며 일하고 있다 70대 후반의 천문학자 어거스틴과 목성 탐사에서 돌아오는 우주정거장 에테르호에 탑승한 우주인 설리번 두 주인공이 배경을 교차해가며 진행된다.
지구에서는 전쟁에 대한 소문이 퍼지기 시작하고 북극 연구 기지 인원들은 대피하지만 어거스틴만은 떠나기를 거부하고 얼어붙은 기지에 남는다.
1년 후, 어거스틴은 외부 세계와의 모든 연락이 두절된다.  그 와중에 대피 중에 혼란이 생긴 뒤 아이리스라는 어린 소녀가 그곳에 버려졌다는 사실을 알게 된다.
한편, 에테르호에 탑승한 설리번 외에도 데비, 하퍼, 테베스, 이바노프, 탈 등 우주인 5명도 임무 통제실을 포함한 행성 전체로부터 통신 신호가 두절되자 두려움과 불안에 사로잡힌다.
소설 중반에서 데비는 설리번과 함께 우주 정거장의 외부를 수리하는 동안 우주복 호흡 시스템이 고장나는 바람에 사망한다.
결말부에서 어거스틴과 아이리스는 현재 통신하고 있는 곳보다 더 강력한 라디오 안테나가 있는 멀리 떨어진 다른 통신소로 가는 여행을 한다.
그곳에서 어거스틴은 우연히  에테르호와 통신이 연결되게 된다. 어거스틴으로부터 현재 상황에 대해 설명받은 설리번과 우주인들은 무엇을 해야 할지 고민하게 된다.
소설의 마지막 페이지에서는 우주인 설리번이 과거에 어거스틴이 버린 딸이고, 북극의 어린 소녀는 그의 환각이라는 사실이 밝혀진다.

## 배경
2016년 인터뷰에서 브룩스돌턴은 책에 대한 아이디어가 어디서 나왔는지 설명했다.
내가 라디오 방송국에서 일할 때 처음 소설 구상을 떠올리게 되었다.  북동쪽 지역에 눈이 많이 왔을때면 누군가가 주기적으로 밖으로 나가서 송신기에서 눈을 치워야 했다. 그렇지 않으면 신호가 약해져 방송이 중단되었다. 텅 빈 라디오 방송국에서 혼자 신호를 유지하는 사람의 그 이미지가 내 기억에 남았고,  이 책으로 쓰게 되었다.
시카고 리뷰 오브 북스와의 인터뷰에서는 브룩스돌턴은 영감 중 하나가 부모 역할에서의 성 역할과 남성과 여성이 자녀를 버린 것에 대해 죄책감을 느끼는 방식에 대한 차이라고 설명했다.
여성이 무엇을 소중히 여기고 무엇을 책임져야 하는지에 대한 기대는 오랫동안 우리 문화에 스며들어 있어서 저는 이런 의문이 듭니다. 내일 우리 모두가 완전히 다른 사회에서 깨어난다고해도 이러한 성별 불평등이 여전히 남아있을까요? 그렇다면 사라지는 데는 얼마나 걸릴까요? 10년? 한 세대?
소설은 종말 이후 지구와 우주 정거장에서 벌어진 일들을 보여주는 동시에 시간을 거슬러 올라가 어거스틴과 설리번의 과거를 이야기한다.
어거스틴은 어린 시절에 큰 충격을 받은 소년이었지만, 어른이 된 후에는 난봉꾼이 되었고 오로지 우주 연구에 헌신했다. 자신의 사랑하는 사람이 임신을 하자마자 버리면서 그녀나 딸과 연락을 끊었다.
설리번은 다른 면을 대표한다. 이 우주비행사는 이혼하고 세상에 나가지 못하는 어머니와 함께 자랐으며, 그녀의 생각은 오로지 일뿐이었다. 어머니는 두 번째 결혼을 한 후 새 남편을  자녀들을 소홀히 했다.

브룩스돌턴은 책에서 재난의 원인을 무엇인지 결말까지 설명하지 않았는데, 2016년 인터뷰에서는 그 이유를 다음과 같이 설명했다.
내게, 그리고 특히 이 소설에 있어서, 인류가 전염병, 전쟁, 소행성 충돌, 기후 변화로 어떻게 멸망하는지에 대한 세부적인 내용은 그 이후에 일어나는 일보다 훨씬 흥미롭지 않았다. 나는 그러한 재앙으로 인한 감정적, 심리적 피해를 자세히 묘사하면서도, 세상이 재앙 이후에도 어떻게 지속될지에 대해서는 언급하지 않고 대신 인물에 대해 초점을 맞추고 싶었다. 나는 사회적인 문제보다는 개인적인 문제에 더 관심이 많았다. 사회 문제를 탐구하는 환상적인 포스트 아포칼립스 책들은 이미 많이 있다. 나는 다른 관점으로 쓰고 싶었다.

## 영화화
배우 겸 감독인 조지 클루니가 2019년 6월 영화화 권리를 구입했다. 클루니는  《미드나이트 스카이》라는 제목으로 영화를 감독과 배우로 출연했다. 《레버넌트: 죽음에서 돌아온 자》의 시나리오 작가인 마크 L. 스미스가 각본을 썼다.